# Кирик Новгородець
Кирик Новгородець (нар. 1110 — пом. 1156/1158) — давньоруський релігійний діяч та вчений, філософ, літописець та математик.

## Життєпис
З іменем Кирик в історії східнослов'янської писемності і культури зв'язують твори диякона і доместика Антонієва монастиря в Новгороді Великому. Він жив, як випливає з приписки до одного з його творів, у 1-й пол. XII ст., мав надзвичайно різнобічні знання, допитливий розум, але був слабкий здоров'ям («худ бо есмь и болен»). Дослідники вважають, що, безперечно, він був автором так званого «Вопрошанія Кирика, иже воспроси епископа Нифонта и инех», твору догматико-канонічного характеру, що видає глибоку ерудицію і начитаність автора в історичних працях візантійського права, і автором математичного трактату «Ученіе им же відати человіку числа всіх літ». Крім того, з іменем К. зв'язують окремі статті під 1136–1137 р. у Новгородському Першому літописі. Існували гіпотези про те, що К. був також перекладачем історичного твору Константинопольського патріарха Никифора (2-а пол. VIII — поч. IX ст.), відомого в руських рукописах як «Літописец вскоре», «Літописчик вскоре», «Літописец вкратце», і великого за обсягом твору «П'ятикнижжя» Мойсея. Існує чимало видань і досліджень, зв'язаних з вивченням рукописної спадщини К.
Очевидно, одне з перших згадувань про К. в історико-філологічній традиції — лист 1820 р. відомого збирача і знавця старожитностей К. Ф. Калайдовича до державного канцлера графа М. П. Румянцева.
З іменем Калайдовича зв'язане і перше видання «Вопрошанія Кирика» і заключної частини «Вчення про числа». Слід зазначити, що текст «Вопрошанія» дотепер не вивчений ні в текстологічному, ні в джерелознавчому аспектах і історично не прокоментований. Цей твір відбив найрізноманітніші боки життя древнього Новгорода. З нього ми довідуємося про існування регламентованих статутних правил, по яких будувалися взаємини між церковними людьми і простими парафіянами, про те, що в Новгороді в 1-й пол. XII ст. особливо гостро стояли питання хрещення, причастя, переходу з латинської віри в православ'я, довідаємося про новгородських прочан у Єрусалим і Царгород, про шанування в середовищі новгородських книгарів візантійських богословів — Василя Великого, Іоанна Пістника, Тимофія Олександрійського. К. знав і про існування апокрифів («помилкових книг»), читання яких засуджувалося церквою. Особливо дискутувалися серед новгородських книжників життєві питання, зв'язані з народженням, шлюбом (невірністю дружини і чоловіка, про спадкоємні права дітей), смертю — наприклад, пропонувалося ховати тіло небіжчика до заходу сонця; і якщо трапиться знайти непоховані кістки — обов'язково їх поховати. Ми довідуємося, що в Новгороді в часи К. широко вживалися берестяні грамоти і що засуджувалися городяни, які випадково на них наступали, довідуємося дещо і про їжу новгородців у XII ст. (вони вживали в їжу горох, боби, сочевицю, пшеницю, конопельну і гірчичну олію; їли рибу, м'ясо, овочі тощо).
Найдавніший список «Вопрошанія» зберігся в Новгородській Кормчій XIII в.
Другий твір К.- «Вчення про числа» — може становити інтерес для історії математичної й астрономічної думки Київської Русі. К. — перший відомий нам по імені східнослов'янський математик. Дослідники вважають, що він виклав у своєму трактаті систему обчислення дня Великодня й основи теорії календарного ліку. Крім того, у творі К. відбиваються космологічні уявлення про кругову модель плину часу, її зв'язок з характером видимого переміщення небесних тіл. Ці погляди К. міг почерпнути з якихось космографичних творів, що не дійшли до нас, у яких відбилися уявлення античної науки (зокрема, піфагорійської школи). Що ж стосується зв'язку твору К. з візантійською хронографічною традицією, то вона, безумовно, існувала, хоча це питання також потребує повнішого і ретельнішого дослідження.

## Твори
- Калайдович К. Ф. Памятники российской словесности XII в.—М., 1821.— С. 165–203;
- Е[вгений]. Сведения о Кирике, предлагавшем вопросы Нифонту, епископу Новгородскому // Труды и летописи ОИДР.— М., 1828.—Ч. 4, кн. 1.—С. 122–129;
- «Се и есть въпрошание Кюриково, неже въпраша иепископа ноугородъскаго Нифонта и инех» / Подг. А. С. Павлов // Памятники древнерусского канонического права.— СПб., 1880.— Ч. 1 (Русская историческая библиотека, т. 6).— Стб. 21- 62;
- Степанов Н. В. Заметки о хронологической статье Кирика (XII век) // ИОРЯС.— 1910.—Т. 15, кн. 3.—С. 129–150;
- Смирнов С. И. Материалы для истории древнерусской покаянной дисциплины.—М., 1912.—С. 1-27;
- Зубов В. П. Примечание к «Наставлению, как человеку познать счисление лет» Кирика Новгородца // Историко-математические исследования.—М., 1953.—Вып. 6.—С. 173–212 (Фотографическое воспроизведение текста «Учение о числах»). Переклад у кн.:Тисяча років української суспільно-політичної думки. У 9-ти т. — К., 2001. — Том I. — С.350-354. [Архівовано 11 Січня 2005 у Wayback Machine.]